# Charles Moran

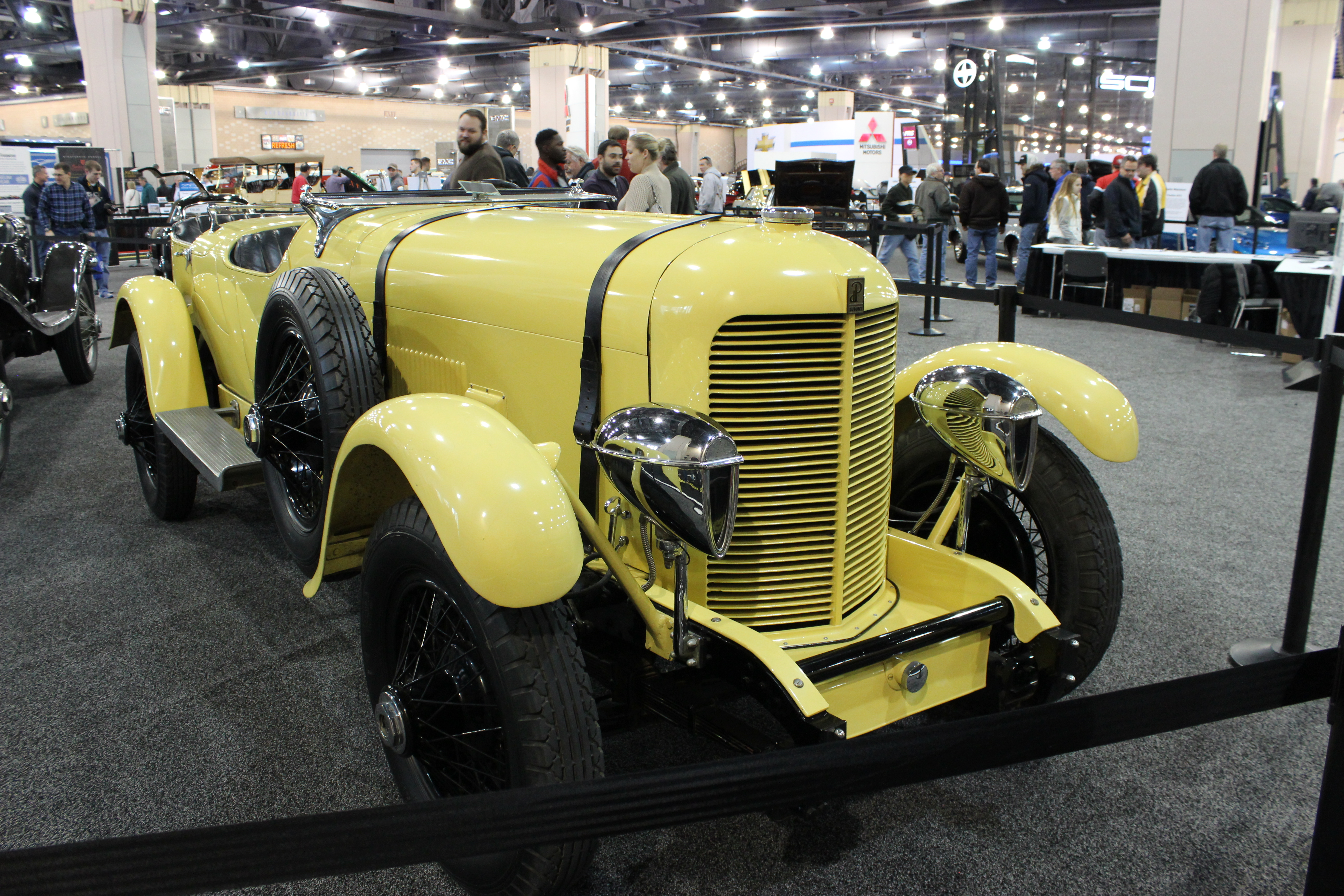
Du Pont Model G Speedster Le Mans

Charles „Chas“ Moran (* 27. Mai 1906 in New York City; † 7. Juni 1978 in Teasdale) war ein US-amerikanischer Unternehmer und Autorennfahrer.

## Familie und Beruf
Charles Moran arbeitete zu Beginn der 1920er-Jahre als Vertriebsmitarbeiter bei der Indian Motocycle Company. Nach einigen Jahren bei Indian wechselte er zu Du Pont Motors. Erst arbeitete er auch dort im Vertrieb, wurde dann Testfahrer und technischer Mitarbeiter. Als Du Pont 1932 als Spätfolge der Weltwirtschaftskrise in Insolvenz ging, war er Geschäftsführer und Leiter der Rennabteilung. Nach dem Ende des Zweiten Weltkriegs arbeitete er als Börsenmakler bei Francis I. Dupont and Co, einem Finanzdienstleister der Wall Street.
Charles Moran war zweimal verheiratet und Vater von fünf Kindern. Seine privaten Fahrzeuge waren in der Regel Modelle der Marken Bentley, Ferrari und Maserati, mit denen er auch regelmäßig zur Arbeit fuhr.

## Karriere als Rennfahrer
Charles Moran war der erste US-Amerikaner, der als Fahrer beim 24-Stunden-Rennen von Le Mans am Start war. Als Leiter der Rennabteilung steuerte er 1929 gemeinsam mit seinem Landsmann Alfredo Luis Miranda einen Du Pont Model G Speedster Le Mans. Der schwere und unhandliche Wagen litt unter Problemen mit der Kraftübertragung, die nach nur 20 gefahrenen Runden defekt war.
Ende der 1940er-Jahre nahm er die Rennaktivitäten wieder auf. Er startete erneut in Le Mans und erreichte mit dem 10. Gesamtrang 1953 das beste Ergebnis im Endklassement. Er fuhr das 12-Stunden-Rennen von Sebring und war regelmäßiger Teilnehmer der SCCA National Sports Car Championship.
Nach dem Ende seiner Rennkarriere war er Präsident des Sports Car Club of America und Repräsentant der USA in der Fédération Internationale du Sport Automobile.

## Statistik

### Le-Mans-Ergebnisse
| Jahr | Team              | Fahrzeug                          | Teamkollege          | Platzierung | Ausfallgrund     |
| ---- | ----------------- | --------------------------------- | -------------------- | ----------- | ---------------- |
| 1929 | Du Pont Motor Co. | Du Pont Model G Speedster Le Mans | Alfredo Luis Miranda | Ausfall     | Kraftübertragung |
| 1951 | Charles Moran     | Ferrari 212 Export                | Franco Cornacchia    | Rang 16     |                  |
| 1952 | Charles Moran     | Ferrari 212 MM                    | Franco Cornacchia    | Ausfall     | Elektrik         |
| 1953 | Briggs Cunningham | Cunningham C4-RK                  | John Gordon Bennett  | Rang 10     |                  |

### Sebring-Ergebnisse
| Jahr | Team              | Fahrzeug                 | Teamkollege         | Teamkollege     | Platzierung     | Ausfallgrund |
| ---- | ----------------- | ------------------------ | ------------------- | --------------- | --------------- | ------------ |
| 1953 | Briggs Cunningham | Frazer Nash Targa Florio | John Gordon Bennett |                 | Ausfall         | Defekt       |
| 1957 | Charles Moran     | Lotus Eleven             | Malcolm Wyllie      | Margaret Wyllie | Disqualifiziert |              |
| 1958 | Charles Moran     | Lotus Eleven Le Mans     | Paul Ceresole       |                 | Rang 38         |              |
| 1959 | Charles Moran     | Lotus Eleven Le Mans     | George Rand         |                 | Rang 33         |              |

### Einzelergebnisse in der Sportwagen-Weltmeisterschaft
| Saison | Team              | Rennwagen                                | 1   | 2   | 3   | 4   | 5   | 6   | 7   |
| ------ | ----------------- | ---------------------------------------- | --- | --- | --- | --- | --- | --- | --- |
| 1953   | Briggs Cunningham | Frazer Nash Targa Florio Cunningham C4-R | SEB | MIM | LEM | SPA | NÜR | RTT | CAP |
| 1953   | Briggs Cunningham | Frazer Nash Targa Florio Cunningham C4-R | DNF |     | 10  |     |     |     |     |
| 1957   | Charles Moran     | Lotus Eleven                             | BUA | SEB | MIM | NÜR | LEM | KRI | CAR |
| 1957   | Charles Moran     | Lotus Eleven                             | DNF |     |     |     |     |     |     |
| 1958   | Charles Moran     | Lotus Eleven                             | BUA | SEB | TAR | NÜR | LEM | RTT |     |
| 1958   | Charles Moran     | Lotus Eleven                             | 38  |     |     |     |     |     |     |
| 1959   | Charles Moran     | Lotus Eleven                             | SEB | TAR | NÜR | LEM | RTT |     |     |
| 1959   | Charles Moran     | Lotus Eleven                             | 33  |     |     |     |     |     |     |